# SLIT2
La proteína homóloga Slit 2 es una proteína que en humanos está codificada por el gen SLIT2.
Este gen codifica una glicoproteínas grande de la matriz extracelular (ECM) de aproximadamente 200 kD. 

Slit se sintetiza en el sistema nervioso central de la mosca, por las células de la glía de la línea media. 
Existen tres genes slit (slit1, slit2, slit3) en mamíferos.

## Interacciones
Se ha demostrado que SLIT2 interactúa con Glypican 1.